# Lind-Gesänge
Lind-Gesänge (Lind-Sånger), op. 21, är en vals av Johann Strauss den yngre.

## Historia

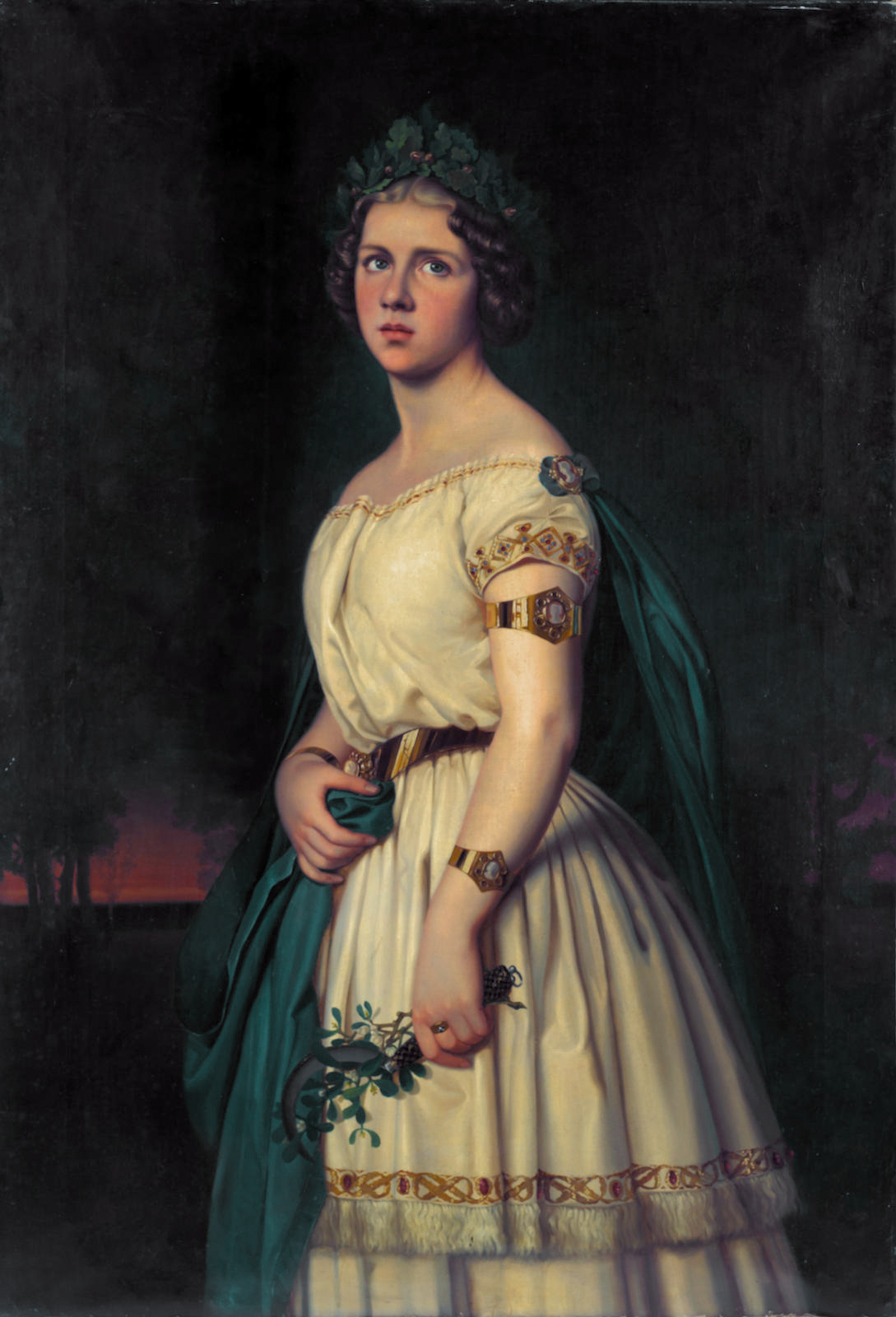
Jenny Lind som Norma.

På våren 1846 skulle "den svenska näktergalen" Jenny Lind komma på besök till Wien för att sjunga titelrollen i operan Norma av Vincenzo Bellini. Lind kom till Wien den 18 april 1846 och den 22 april gjorde hon sitt första framträdande för wienarna. Publiken jublade och gatorna närmast Theater an der Wien kantades av nyfikna människor, som väntade till halv 2 på natten för att få se en skymt av sopranen. Den unge Strauss stod med sin orkester och spelade utefter den väg som Jenny Lind färdades från teatern. Den 22 maj gjorde Jenny Lind en afton med partier ur Norma, Sömngångerskan, Hugenotterna och Friskytten, och som avslutning tre skandinaviska sånger. Därefter följde en fest his teaterdirektören Pokorny, dit många av Wiens prominenta medborgare var inbjudna. Johann Strauss d.ä. var där och hans orkester spelade på gatan nedanför huset.
En dryg månad senare (den 28 maj) utnyttjade Strauss d.y. publikens intresse för den svenska sångfågeln genom att arrangera en festsoaré till henne ära på Café Dommayer. Naturligtvis var Jenny Lind inte alls närvarande på den festen. Därtill var Johann Strauss d.y. alltför obetydlig, men en ny vals fick de närvarande i alla fall höra: Lind-Gesänge. Liksom de flesta wienare var även Strauss begeistrad över den 26-åriga sångerskan stilla väsen och imponerad över hennes konstnärliga intensitet. Det återspeglades också i valsens stilla, vaggande motiv. Strauss lät göra en praktfull mapp med sin nya vals i pianoversion, som han lät skicka till sångerskan. Hon påstås ha lagt den ifrån sig utan att ägna den en blick.
Den 9 maj hade valsen fortfarande titeln Lind-Enthusiasten. Vid första framförandet ändrades den Lind-Gesänge.

## Om valsen
Valsen framförs mycket sällan numera, då partituret är förlorat i sitt original men föreligger i en version utarbetat från klaverutdraget. Speltiden är ca 9 minuter plus minus några sekunder beroende på dirigentens musikaliska tolkning.